# Ailsa McKay
Ailsa McKay (* 25. Mai 1963; † 5. März 2014) war eine schottische feministische Ökonomin und Professorin für Wirtschaftswissenschaften an der Glasgow Caledonian University. Ihre Forschung konzentrierte sich auf geschlechtsspezifische Ungleichheiten, den Sozialstaat und feministische Ökonomie. Sie galt als eine der führenden britischen feministischen Ökonomen, war Mitglied verschiedener Expertenkommissionen und war Berater der Vereinten Nationen. Der schottische Premierminister Alex Salmond lobte ihre „erstaunlichen Beitrag als feministische Ökonomin.“

## Leben
McKay promovierte an der University of Nottingham und war Reader in Gender- und Wirtschaftswissenschaften, bis sie im Jahr 2011 als Professor für Wirtschaftswissenschaften berufen wurde. Sie war auch bis 2013 Vizedekanin der Glasgow School for Business and Society. Sie war Gründungsmitglied der Scottish Women’s Budget Group. Seit 2006 hatte sie eine Gastprofessur in Gender Studies an der Universität Complutense Madrid inne.

## Schriften (Auswahl)

### Als Autorin
Aufsätze
- zusammen mit Jim Campbell, Morag Gillespie und Anne Meikle: Jobs for the Boys and the Girls. Promoting a Smart Successful Scotland Three Years On. In: Scottish Affairs, Bd. 66 (2009), Nr. 4, S. 40–58, ISSN 0966-0356
- Why a citizens' basic income? A question of gender equality or gender bias. In: Work Employment & Society, Bd. 21 (2007), Nr. 2, S. 337–348, ISSN 0950-0170
- zusammen mit Jim Campbell und Emily Thomson: From Gender Blind to Gender Focused. Re-Evaluating the Scottish Modern Apprenticeship Programme. In: Scottish Affairs, Bd. 57 (2006), S. 70–89, ISSN 0966-0356
- zusammen mit Jim Campbell und Emily Thomson: How Modern is the Modern Apprenticeship. In: Local Economy, Bd. 20 (2005), Nr. 3, S. 294–304, ISSN 0269-0942
- Rethinking Work and Income Maintenance Policy. Promoting Gender Equality Through a Citizens' Basic Income. In: Feminist Economics, Bd. 7 (2001), Nr. 1, S. 97–118, ISSN 1354-5701
- zusammen mit Jo Vanevery: Gender, Family, and Income Maintenance. A Feminist Case for Citizens Basic Income. In: Social Politics, Bd. 7 (2000), Nr. 2, S. 266–284, ISSN 1072-4745

Bücher
- The Future of Social Security Policy. Women, Work and a Citizen’s Basic Income. Routledge, London 2005, ISBN 0-415-34436-0.

### Als Herausgeberin
- zusammen mit Margunn Bjørnholt: Counting on Marilyn Waring. New Advances in Feminist Economics. Demeter Press, Bradford 2014, ISBN 978-1-927335-27-7 (mit einem Vorwort von Julie A. Nelson),[4]